# Compagnie nationale de danse espagnole

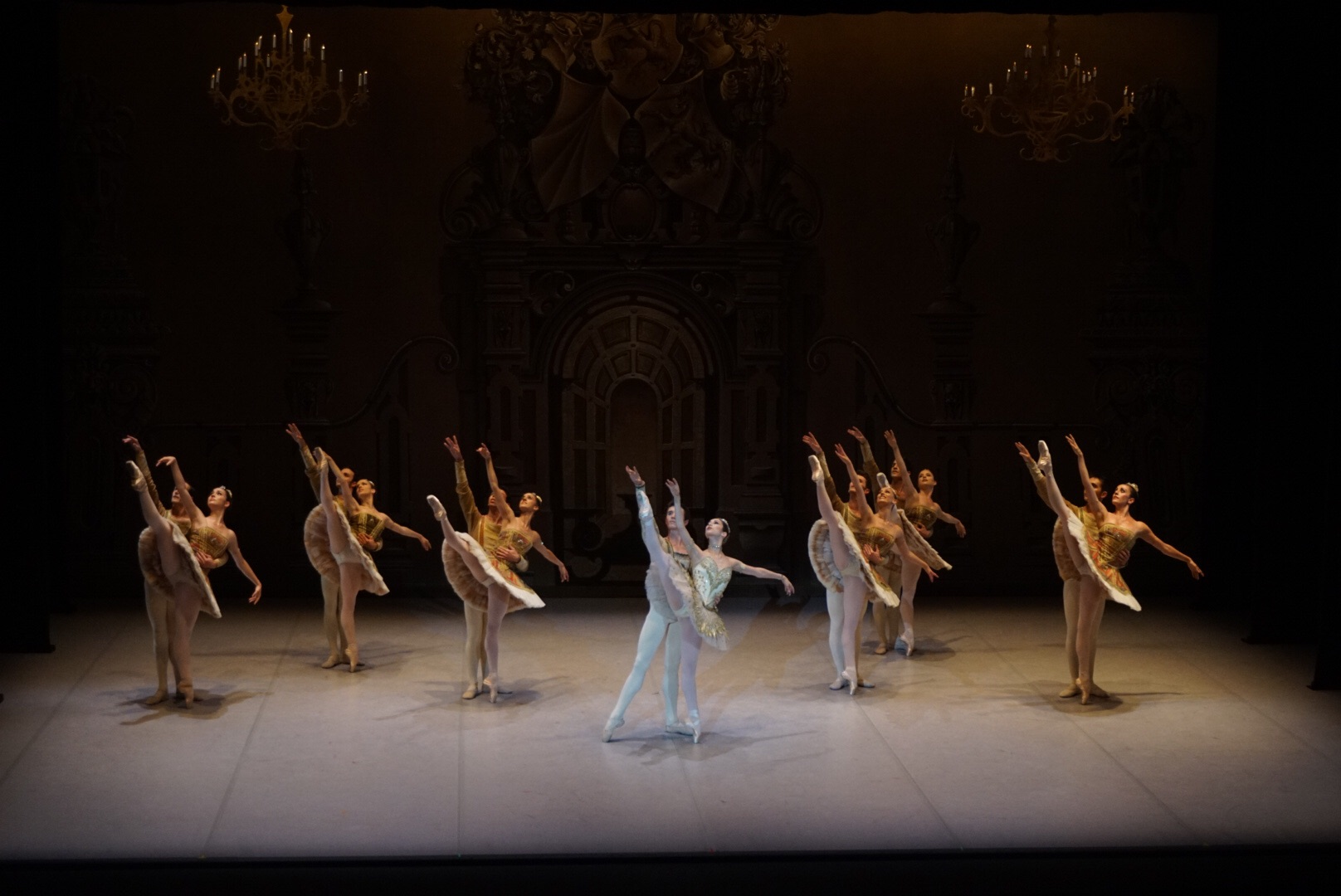
La Compagnie nationale de danse espagnole, été 2015.

La Compagnie nationale de danse espagnole (en espagnol : Compañía Nacional de Danza) fut fondée en 1979 sous le nom de Ballet Nacional de España Clásico.
Son premier directeur fut le danseur Víctor Ullate, suivi de María de Ávila (es), l'Américain Ray Barra (en), la Russe Maïa Plissetskaïa, puis Nacho Duato (de 1990 au 31 juillet 2010) et Hervé Palito (par intérim). Entre décembre 2010 et 2019, son directeur artistique est José Carlos Martínez. Depuis 2019, son directeur est Joaquín de Luz (es).